# Wanderboje

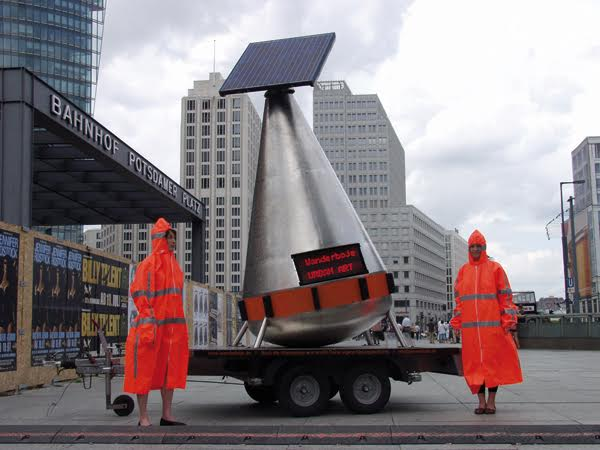

Die Wanderboje ist ein Projekt des Künstlerpaars Anne Peschken und Marek Pisarsky. Die auf einem Anhänger befestigte Skulptur wird dabei zeitweise an einem geschichtsträchtigen Ort installiert. Individuelle Begleitprogramme der Künstler ermuntern zur meist interaktiven Auseinandersetzung mit Ort und Geschichte. Die Metapher einer Boje soll die Markierung von Orten mit „Geschichte(n)“ darstellen. Die Künstler sprechen von einem „bedeutungsoffenes Anti-Denkmal“.

## Funktionsweise
Die Wanderboje ist als eine Plattform für erinnerungsspezifische Kommunikation gedacht, die der Idee eines monumentalisierten Gedenkens zuwiderlaufen soll. Sie gibt Raum für unterschiedliche Perspektiven und Erzählungen an wechselnden Standorten. Durch ihre Bojenform markiert sie den jeweiligen Standort, durch ihre Licht- und Klopfzeichen macht sie auf sich und ihre Botschaft aufmerksam. Sie agiert im Spannungsfeld eines möglicherweise (inzwischen) völlig unspektakulären Ortes und seiner historischen oder persönlichen Bedeutung.

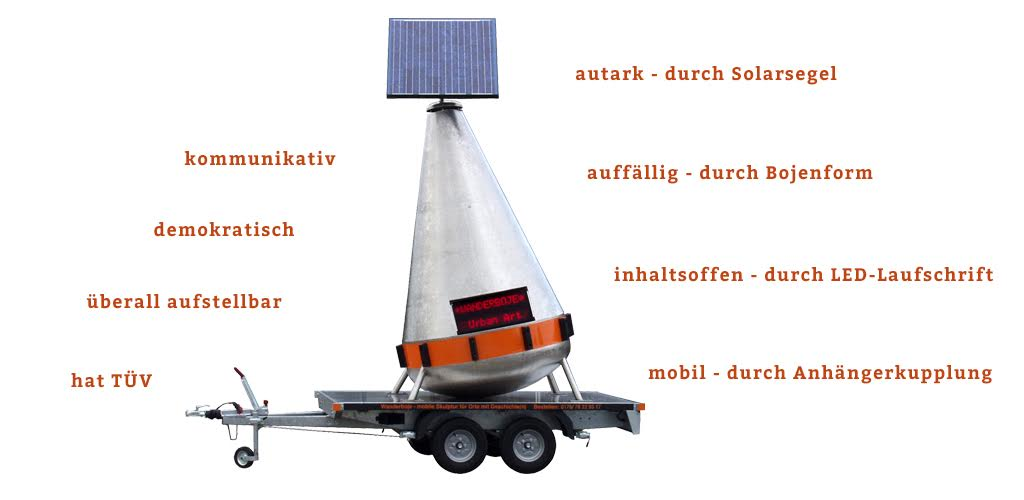

Die Botschaften werden auf der leuchtenden LED-Anzeigetafel angezeigt, die mit bis zu 40.000 Zeichen einprogrammiert werden können. Die Stromversorgung wird dabei durch ein Solarpanel sichergestellt. 
Die Skulptur ist fest auf einem Anhänger verankert.

## Geschichte

### Skulptur-Biennale Münsterland (2005)
Motto der Skulptur-Biennale, für die die Wanderboje ursprünglich entwickelt wurde, war „Latente Historie“. Fünf Jahre war die Boje im Kreis Borken unterwegs. Betreut durch das Kulturamt stand sie den Bürgern zur Nutzung zur freien Verfügung. Vor der sogenannten ‚Weißen Dame‘, einer stillgelegten Seidenspinnerei, erzählt sie mittels der LED-Laufschrift in ihrem Bauch die Geschichte eines Arbeitsplatzverlustes.

### Am Mauerstreifen (2009)
Im Rahmen des Projekts „Wanderboje am Mauerstreifen“ bewegte sie sich vom 13. August bis 9. November entlang des ehemaligen Mauerstreifens in Berlin. Die Wanderboje machte überall dort Station, wo Menschen eine Geschichte im Zusammenhang mit der Mauer erzählen wollten ließ dort die ihre Geschichte per Laufschrift aufleuchten. Die dort gesammelten Geschichten kann man bis heute im Archiv der Wanderboje nachlesen.

### Festival Vox Populi
In Belzig fand das Festival Vox Populi statt, bei welchem die Festivalorganisation ihr eigenes Verfahren evaluierten. Das Team begleitet von der Wanderboje führte Interviews und die Ergebnisse wurden öffentlich auf dem Marktplatz gezeigt. In den Interviews wurden die Stadtbewohner und Stadtbewohnerinnen der Stadt Belzig gefragt, ob es dort Kunst und Kultur gebe, ob über Kunst demokratisch entschieden werden sollte und ob ein Bedarf an demokratischer Kunst bestehe.

### Poznań (2013)
Das Festival Inwazja Barbarzyńców (Invasion der Barbaren) rückte mit Hilfe der Wanderboje die eigenständige Geschichte ausgewählter Stadtteile von Poznań ins Bewusstsein der Bevölkerung. Dazu wurden private Geschichten von Bewohnern gesammelt. Zwei als ‚rasende Reporter‘ gekleidete Schauspielerinnen unterstützten das Team.

### Basel (2014)
Im Jahr 2014 fand ein achtwöchiges Projekt in Basel statt. Im Vorfeld einer neu zu schreibenden Stadtgeschichte von Basel informierten die Museen und historischen Fakultäten über neueste Forschungsthemen im Stadtgebiet Basel. Der Verein „Stadt.Geschichte.Basel“ wollte von der Baseler Bevölkerung erfahren, welche stadtgeschichtlichen Themen für sie Bedeutung haben. Es gab wissenschaftliche Gespräche im Stadtraum an den Standorten, die durch die Wanderboje markiert wurden und historische ‚streetworker‘ die Meinungen einsammelten, während die Wanderboje mit markanten Sprüchen tagespolitische Bezüge herstellte.

### Bitterfeld (2017)
Gemeinsam mit dem Netzwerk RaumUmOrdnung und der Energieavantgarde Anhalt e.V. waren Anne Peschken und Marek Pisarsky mit ihrem Kunstobjekt, der Wanderboje, ab dem 4. Oktober in Bitterfeld eine Woche lang an wechselnden Orten unterwegs und stellten die Wanderboje unter anderem in der Burgstraße, aber auch an der Goitzsche auf. Dort machten sie Bevölkerungsbefragung und Ideenrecherche zum Thema ressourcen-effizienten und energetischen Stadtumbaus.

### Rypin (2018)
Während des Festivals Rypin na Marsie sammelte die Wanderboje kleine Botschaften aus der Bevölkerung, um sie auf den Mars zu senden. Nach der polnischen Stadt Rypin wurde ein Krater auf dem Mars benannt.

### 2021

#### Dresden
Auf Einladung des Societätstheaters Dresden war die Wanderboje während der Woche des Erinnerns (#wod) vom 8. bis 13. Februar 2021 in Dresden. An verschiedenen Orten im Stadtraum schuf die Wanderboje Kristallisationspunkte für die Beschäftigung mit Gedenken und Erinnern, die bis heute stark polarisieren und instrumentalisiert werden. Als Kommunikations- und Markierungswerkzeug sammelte die Wanderboje private Geschichten von unten im Zusammenhang mit dem Bombardement der Stadt am 13. Februar 1945.

#### „DraussenKultur“
Schüler einer 7. Klasse des Felix-Mendelssohn-Bartholdy-Gymnasiums waren einmal in der Woche mit der Wanderboje im Prenzlauer Berg unterwegs und stellen Passanten Fragen zu den Themen Freundschaft und Identität. Begleitet von der Wanderboje und mit Fragen wie die Folgenden – Wo sind meine persönlichen Freundschaftsorte? Welche Geschichten verbinden sich mit ihnen? Was bedeutet Freundschaft in der Großstadt? An welchen Orten in der Großstadt ist Freundschaft möglich? Was macht diese Orte aus? Verschwinden diese Orte womöglich? – waren die Schüler in ihrem Stadtbezirk unterwegs und auf der Suche nach neuen Diskussionen. Im Zusammenhang mit „DraussenstadtKultur“ wurden die Standorte immer kurzfristig entschieden und auf der Internetseite bekanntgegeben.